# Edith Clarke
Edith Clarke, född 10 februari 1883 i Howard County i Maryland, död 29 oktober 1959, var den första kvinnliga ingenjören inom elektroteknik och den första kvinnliga professorn i elektroteknik på University of Texas at Austin. Hon specialiserade sig på analys av elektriska system  och skrev Circuit Analysis of A-C Power Systems.

## Tidigt liv och utbildning
Edith Clarke var dotter till John Ridgely Clarke och Susan Dorsey Owings, och en av nio syskon. Efter att hennes föräldrar dog när hon var 12 uppfostrades hon av sin äldre syster. Hon använde de pengar hon ärvde av sina föräldrar till att studera matematik och astronomi på Vassar College, där hon tog examen år 1908.
Efter college undervisade Clarke i matematik och fysik på en privatskola i San Francisco och på Marshall College. Hon började sen att studera till ingenjör inom väg- och vattenbyggnad på University of Wisconsin–Madison, men slutade där för att bli en "dator" på AT&T 1912. Hon jobbade för George Campbell, som applicerade matematiska metoder till elektriska långdistanstransmissions-problem. På kvällarna studerade hon även elektroteknik på Columbia University.
År 1918 skrev Clarke in sig på Massachusetts Institute of Technology, och under det kommande året blev hon den första kvinnan att uppnå en master inom elektroteknik från MIT.

## Karriär
Oförmögen att hitta ett arbete som ingenjör tog hon arbetet som datorövervakare för General Electric (GE), i Turbine Engineering Department. Under denna tid uppfann Clarke en kalkylator 1921, en enkel grafisk enhet som löste ekvationer som involverade elektrisk ström, spänning och impedans i kraftöverföringsledningar. Enheten kunde lösa linjära ekvationer med hyperboliska funktioner tio gånger snabbare än tidigare metoder. Hon lämnade in ett patent för räknaren 1921 och det antogs 1925.
År 1921, fortfarande oförmögen att få en anställning som ingenjör, lämnade hon GE att för att undervisa i fysik på Konstantinopel Women's College i Turkiet. Året efter blev hon återanställd av GE som elektroingenjör på den centrala ingenjörsavdelningen. Clarke pensionerade sig från General Electric 1945.
Hennes bakgrund inom matematik har hjälpt henne att nå berömmelse inom sitt område. Den 8 februari 1926 var hon den första kvinnan att leverera ett dokument på American Institute of Electrical Engineers årsmöte, där hon visade att man kunde använda hyperboliska funktioner för att beräkna den maximala effekt som en linje kan bära utan instabilitet. Två av hennes senare dokument har vunnit utmärkelser från AIEE: the Best Regional Paper Prize 1932 och the Best National Paper Prize 1941.
1943 skrev Edith Clarke en inflytelserik lärobok inom området elkraftteknik, Circuit Analysis av A-C-Power Systems, som bygger på hennes anteckningar för GE-ingenjörernas föreläsningar.
1947 gick hon med i fakulteten för elektroteknik, vid Universitetet i Austin, Texas, vilket gör henne till den första kvinnliga professorn i elektroteknik i USA. Hon undervisade i tio år innan hon gick i pension 1957.
I en intervju med the Daily Texan, den 14 mars 1948, sa Clarke: "Det finns ingen direkt efterfrågan på kvinnliga ingenjörer, på samma sätt som det finns en efterfrågan för kvinnliga läkare, men det finns alltid en efterfrågan på någon som kan utföra ett bra arbete."

## Utmärkelser
Edith Clarke var den första kvinnliga ingenjören att uppnå professionell ställning i Tau Beta Pi.
1948 var Clarke den första kvinnliga medlemmen i American Institute of Electrical Engineers.
1954 fick hon Society of Women Engineers Achievement Award.
2015 valdes Clarke postumt in i Nationella Uppfinnares Hall of Fame.